# 松阪地区広域消防組合
松阪地区広域消防組合（まつさかちくこういきしょうぼうくみあい）は、三重県の松阪市、多気郡多気町、明和町の1市2町により組織される一部事務組合（消防組合）。

## 概要
- 配備車両（2023年4月1日現在）
  - 普通消防ポンプ自動車:10
  - 水槽付消防ポンプ自動車:4
  - はしご付消防ポンプ自動車:1
  - 化学消防ポンプ自動車:1
  - 小型動力ポンプ付10トン水槽車:1
  - 救助工作車:2
  - 指揮車:1
  - 水難救助資機材搬送車:1
  - 消防隊員輸送車:2
  - 高規格救急自動車:14
  - 司令車:1
  - 支援車：1
  - 燃料補給車：1
  - 査察車:2
  - 資機材搬送車：3
  - 軽資機材搬送車：1
  - 連絡車:9

## 沿革
- 1934年（昭和19年）3月　松阪市常備警防部発足。
- 1948年（昭和23年）8月　松阪市常備消防部に改組。
- 1949年（昭和24年）2月　松阪市消防本部設置、松阪市常備消防部廃止。
- 1954年（昭和29年）4月　松阪市消防署設置。
- 1959年（昭和34年）4月　救急業務開始。
- 1961年（昭和36年）1月　松阪市消防署花岡出張所設置。
- 1963年（昭和38年）8月　松阪市消防本部・消防署の庁舎を松阪市殿町から松阪市春日町に新築移転。松阪市消防署花岡出張所廃止。
- 1964年（昭和39年）10月　 松阪市消防署が松阪消防署に改称。
- 1966年（昭和41年）8月　松阪消防署北分署設置。
- 1970年（昭和45年）4月　多気郡明和町消防本部設置。
- 1972年（昭和47年）10月　松阪地区広域消防組合設立。松阪市消防本部ならびに明和町消防本部廃止。
- 1973年（昭和48年）4月　三雲、飯南、飯高、多気、松阪勢和の出張所設置。1本部（2課4係、整備工場）1署2分署5出張所。
- 1977年（昭和52年）10月　三雲、飯南、飯高、多気、松阪勢和の各出張所を分署に改組。1本部（2課4係、整備工場）1署（1室、5係）7分署。
- 1981年（昭和56年）10月　消防本部機構改革。1本部（2課4係、1研修所、整備工場）1署（1室、5係）7分署。
- 1992年（平成4年）4月　消防本部、消防署合同新庁舎が松阪市川井町に完成。松阪市川井町の松阪北分署を閉鎖。松阪市春日町の消防本部、消防署の庁舎は松阪南消防署となる。
- 1996年（平成8年）11月　消防本部機構改革。1本部（3課8係、整備工場）2署（10係）6分署。
- 2000年（平成12年）12月　松阪消防署飯高分署が飯高町大字宮本地内に新築移転。
- 2001年（平成13年）
  - 4月　防災訓練センターを設置、消防課から通信・指令業務を分離独立、通信指令室を設置。1本部（3課1室8係、整備工場、防災訓練センター）2署（10係）6分署
  - 11月　松阪南消防署新庁舎が完成。
- 2003年（平成15年）4月　松阪消防署飯南分署が飯南町粥見地内に新築移転。
- 2004年（平成16年）
  - 3月　松阪勢和分署新庁舎が完成。水難救助隊が発足。
  - 4月　1本部（3課2室11係、防災訓練センター）2署（8係4小隊）6分署（12係12小隊）。
- 2005年（平成17年）1月　松阪地方の合併に伴い、新たに旧嬉野町が管轄区域に。組合構成は1市2町1村（松阪市、多気町、明和町、勢和村）。松阪北消防署（旧久居広域消防組合 嬉野消防署）が加入。1本部（3課2室11係、1隊3小隊、防災訓練センター）4署（2係19小隊）5分署（20小隊）。松阪中消防署に指揮隊を設置。消防本部に特別救助隊を設置。
- 2006年（平成18年）
  - 1月　多気郡多気町及び同郡勢和村が合併、組合構成は1市2町（松阪市、多気町、明和町）。
  - 12月　三雲分署が三雲振興局内に改築移転。

## 組織
- 消防組合 - 管理者、副管理者、会計管理者、監査委員、組合議員：17名
- 消防本部 - 総務課、予防課、消防課、総合指令室、消防防災室、特別救助隊、防火訓練センター
- 消防署

## 消防署
| 消防署       | 住所                       | 分署                                                                            |
| ------------ | -------------------------- | ------------------------------------------------------------------------------- |
| 松阪中消防署 | 松阪市川井町1001-1         | 三雲：松阪市曽原町872 飯南：松阪市飯南町粥見4401-4 飯高：松阪市飯高町宮本1824-2 |
| 松阪南消防署 | 松阪市春日町2-120          | 多気：多気郡多気町相可1687-5 松阪勢和：多気郡多気町片野2448                     |
| 松阪北消防署 | 松阪市嬉野権現前町464-4    |                                                                                 |
| 明和消防署   | 多気郡明和町大字佐田924-78 |                                                                                 |